# Provosi
Provosi (nl: provo) su bili holandski kontrakulturni pokret 1960-ih, orijentisan na provociranje nasilnih reakcija vlasti, upotrebom nenasilnih provokativnih taktika. 
Naziv provo dolazi od reči provokacija, a dato je grupi mladih koja je izvodila simboličke akcije, organizovala manifestacije i izbacivala slogane protiv neslobodarskog karaktera društva. Koristili su kombinaciju nenasilja i apsurdnog humora radi postizanja društvene promene. Na provose su uticali dadaizam, anarhizam, hipici, situacionisti i mnogi drugi.
Sprovođenje provokativnih akcija je započelo 1964. i 1965. kada je Robert Jasper Grootveld počeo održavati “happeninge” (dešavanja) oko kipa Het Lieverdije (Mali prosjak) koji je gradu Amsterdamu poklonila velika kompanija za proizvodnju duvana. Tu su, uz učešće publike, kritikovali potrošnju duvana i gradski smog kao simbole zapadne civilizacije. Ta dešavanja su se pretvorila u masovne manifestacije, sve više usredsređene na teme gušenja slobode, a omladinu koja je tu dolazila su kasnije prozvali provosima. 
1965. prilikom veridbe princeze Beatrix sa Nemcem Klausom von Amsbergerom došlo je do prvih provokativnih akcija skupine kojoj je pošlo za rukom da omete raskošan vladarski obred. Otada su se u Amsterdamu redovno ponavljale akcije uperene protiv struktura vlasti: policije, državne, birokratije, vojske, potrošnje, itd. 
12. jula 1965. je izašao prvi broj časopisa “Provo”, koji je odmah bio zaplenjen zbog sadržaja i zbog deljenja na ulici bez odobrenja. U naredne dve godine je izdato još petnaest brojeva, od kojih neki i u 25.000 primeraka. 
U martu 1966. godine za vreme venčanja Beatrix i Klausa, provosi su organizovali protest, bacali dimne bombe i suzavce na svečanu povorku, a zatim se sukobili sa policijom. Događaje je prenosila televizija u zemlji i inostranstvu, što je provose učinilo svetski poznatim.
Provosi su smatrali da je nosilac buduće društvene promene “provotarijat”, u koji su spadali umetnici, bitnici, hipici, intelektualci, aktivisti i “ulični provotarijat”. Jedna od najranijih kampanja koju su vodili je bila za legalizaciju marihuane u Holandiji.
Najpoznatije inicijative provosa bili su takozvani beli planovi, kojima su praktičnim primerom ukazivali na drugačije vrednosti od preovlađujućih. Neki od belih planova su bili:
- Beli bicikli su bili javni bicikli obojeni u belo i ostavljeni svuda po gradu na upotrebu ljudima. Predstavljali su protivtežu privatnom vlasništvu i automobilskoj potrošnji (iako je ovaj plan provosa svojevremeno dočekan kao radikalna utopija, par decenija kasnije je primenjen u nekim evropskim gradovima, poput Beča, od strane gradskih vlasti).
- Beli dimnjaci su pripadali onima koji nisu zagađivali atmosferu.
- Beli plan za stanovanje je nudio “revolucionarno rešenje stambenog problema” i predviđao je da svako uđe u prazan stan i da tamo živi. Ovaj plan je bio preteča skvoterskog pokreta u Holandiji.
- Beli plan za policajce je predviđao prelazak od policijske službe zavođenja javnog reda na službu socijalnih radnika i pomaganja ljudima.
- Beli plan za žene je predviđao otvaranje savetovališta za bračne i seksualne probleme i kontrolu rađanja.
- Beli plan za decu predviđa da nekoliko parova naizmenično čuvaju jedni drugima decu, po jedan dan nedeljno.

Provosi su polazili od pretpostavke da se holandsko društvo ne može revolucionisati, pa su predlagali borbu na svoj način, buđenjem svesti ljudi o prilikama u kojima žive, pomoću šoka i direktne akcije. Roel Van Duyn, jedan od pokretača je govorio: “Čovek može biti revolucionar koliko hoće, ali pre će sunce izaći na zapadu nego što će izbiti revolucija u Holandiji. Da smo u Španiji ili San Domingu, bez daljnjeg bismo bili revolucionari. Ali ovde kod nas, gde čak i naša pobuna udara o granitni blok buržoaskog konzervativizma, jedino što nam preostaje je provokacija.”
Njihove akcije nisu prošle nezapaženo kod stanovništva, pa na opštinskim izborima u Amsterdamu u julu 1966. godine  osvajaju 13.000 glasova (2.5%), što je dovoljno da jedan njihov kandidat, Bernard de Vrijes, bude izabran.  
Ubrzo se pokret proširio i na druge evropske gradove, pa dolazi i do prvog (a ujedno i poslednjeg) međunarodnog kongresa provosa u dvorcu Borgharen od 12. do 14. novembra 1966. Ipak, videlo sa da se pokret mnogo više zasnivao na spontanosti širenja načina života nego na pokušaju organizacije. 13. maja 1967. se raznolika masa provosa okupila u parku Vondel u Amsterdamu da bi raspravljala o raspuštanju pokreta, i iako su mišljenja bila podeljena, pokret posle toga prestaje da postoji, a ni časopis više nije izlazio. Provose su nasledili kabuteri (nl: kabouters - patuljci).

## Spoljašnje veze
- Provo istorija
- Provo galerija